# La Adelita
"La Adelita"  é uma canção folclórica mexicana surgida durante a revolução. Narra a estória da paixão de uma jovem por um sargento.
Dentre os artistas que interpretaram a canção destacam-se a versão do pianista e cantor de jazz estadunidense Nat King Cole e do grupo franco-espanhol Gipsy Kings.

## Letra
| En lo alto de la abrupta serranía acampado se encontraba un regimiento y una musa que valiente los seguía locamente enamorada del sargento.                                       |
| Popular entre la tropa era Adelita la mujer que el sargento idolatraba y además de ser valiente era bonita que hasta el mismo Coronel la respetaba.                               |
| Y se oía, que decía, aquel que tanto la quería: Y si Adelita quisiera ser mi novia y si Adelita fuera mi mujer le compraría un vestido de seda para llevarla a bailar al cuartel. |
| Y si Adelita se fuera con otro la seguiría por tierra y por mar si por mar en un buque de guerra si por tierra en un tren militar.                                                |